# Jerzy Pajączkowski-Dydyński
Jerzy Kazimierz Pajączkowski-Dydyński h. Lubicz (ur. 19 lipca 1894 we Lwowie, zm. 6 grudnia 2005 w Grange-over-Sands) – pułkownik dyplomowany piechoty Wojska Polskiego, superstulatek.

## Życiorys
Urodził się 19 lipca 1894 we Lwowie, w rodzinie Włodzimierza (1864–1943) i Wandy z Sękowskich h. Prawdzic (1865–1948), pochodzącej z rodziny ziemiańskiej z Wydrnej. Jego bratem był Stefan (1900–1978), także oficer Wojska Polskiego, artysta malarz, batalista i kostiumolog wojskowy. Po przeprowadzce do Sanoka, gdzie ojciec pod koniec 1901 został dyrektorem Szpitala Powszechnego rodzina Pajączkowskich początkowo najmowała mieszkanie na pierwszym piętrze willi dr Adolfa Bendla przy ulicy Jagiellońskiej (później, po rozbudowie, był to budynek szkolny), po czym zamieszkiwali we własnym domu przy stacji kolejowej Sanok Miasto.
W 1912 Jerzy Pajączkowski zdał z odznaczeniem egzamin dojrzałości w C. K. Gimnazjum Męskim w Sanoku (w jego klasie byli m.in. Ludwik Hellebrand, Jan Kosina, Mieczysław Krygowski, Józef Agaton Morawski, Tadeusz Remer, Zygmunt Vetulani). W tym samym roku rozpoczął studia prawnicze na Wydziale Prawa Uniwersytetu Jana Kazimierza we Lwowie. Będąc słuchaczem praw uchwałą Rady Miejskiej w Sanoku z 1912 został uznany przynależnym do gminy Sanok. Dwa lata później, po wybuchu I wojny światowej, w związku ze spodziewanym powołaniem do wojska przeniósł się na Uniwersytet Wiedeński. W szeregach armii Austro-Węgier służył od 1915 (w piechocie); od 1916 w stopniu sierżanta służył na froncie albańskim. Został mianowany podporucznikiem piechoty w rezerwie z dniem 1 stycznia 1917. Do 1918 formalnie pozostawał rezerwistą 45 pułku piechoty. Tuż przed końcem wojny trafił do niewoli włoskiej, ale zwolnienie uzyskał już w grudniu 1918, dzięki interwencji polsko-francuskiej misji wojskowej we Włoszech. Po krótkim pobycie we Francji powrócił do Polski z błękitną armią generała Józefa Hallera. Wstąpił do Wojska Polskiego i już jako porucznik uczestniczył w wojnie polsko-bolszewickiej.
W latach 1921–1923 był słuchaczem II Kursu Normalnego Wyższej Szkoły Wojennej w Warszawie. 3 maja 1922 roku został zweryfikowany w stopniu kapitana ze starszeństwem z dniem 1 czerwca 1919 roku i 739. lokatą w korpusie oficerów piechoty, a jego oddziałem macierzystym był 2 pułk Strzelców Podhalańskich. Z dniem 1 października 1923 roku, po ukończeniu kursu i otrzymaniu dyplomu naukowego oficera Sztabu Generalnego przydzielony został do Oddziału Wyszkolenia Sztabu Dowództwa Okręgu Korpusu Nr X w Przemyślu, pozostając oficerem nadetatowym 2 pułku Strzelców Podhalańskich. 1 grudnia 1924 roku został mianowany majorem ze starszeństwem z dniem 15 sierpnia 1924 roku i 223. lokatą w korpusie oficerów piechoty. 26 kwietnia 1928 roku został przydzielony do 22 Dywizji Piechoty Górskiej w Przemyślu na stanowisko szefa sztabu. W czerwcu 1930 roku został przeniesiony do Oddziału IV Sztabu Głównego w Warszawie.
Jako przybranemu synowi Kazimiery wzgl. Katarzyny Dydyńskiej uchwałą Sądu Grodzkiego w Sanoku z dnia 28 lipca 1931 sprostowano jego nazwisko rodowe z Pajączkowski na Pajączkowski-Dydyński. Kazimiera Dydyńska była wnuczką Wincentego Morze i córką Edmunda Dydyńskiego.
W 1932 Jerzy Pajączkowski-Dydyński był autorem publikacji pt. Plany operacyjne mocarstw centralnych przeciw Rosji. Ponadto był recenzentem publikacji niemieckich autorów z zakresu wojskowości.
26 stycznia 1934 roku otrzymał przeniesienie do 6 pułku Strzelców Podhalańskich w Samborze na stanowisko dowódcy batalionu. 27 czerwca 1935 roku został awansowany na podpułkownika ze starszeństwem z dniem 1 stycznia 1935 roku i 14. lokatą w korpusie oficerów piechoty. 4 lipca 1935 roku został przeniesiony do 34 pułku piechoty w Białej Podlaskiej na stanowisko zastępcy dowódcy pułku. Od lipca 1936 roku ponownie pełnił służbę w Oddziale IV Sztabu Głównego w Warszawie na stanowisku szefa Wydziału Zaopatrywania i Ewakuacji. 1 września 1939 roku został przydzielony do Oddziału IV Sztabu Naczelnego Wodza na stanowisko zastępcy szefa oddziału-szefa wydziału zaopatrywania. 18 września 1939 roku w Kutach przekroczył granicę z Rumunią, gdzie został internowany.
Następnie przedostał się do Francji, a w czerwcu 1940 roku do Anglii. Do końca wojny pełnił służbę w Polskich Siłach Zbrojnych na Zachodzie m.in. jako komendant polskiego garnizonu w Perth. Tłumaczył również na potrzeby armii polskiej brytyjskie regulaminy wojskowe. Po wojnie pozostał na emigracji; osiadł w szkockim mieście Edynburg, gdzie zamieszkał przy Torphin Road, a pracował jako ogrodnik. W 1964 roku Naczelny Wódz generał broni Władysław Anders awansował go na pułkownika.
Pajączkowski działał w środowiskach emigracyjnych, był m.in. jednym z założycieli Koła Wiedzy Wojskowej. W 1993 roku przeprowadził się do miasta Sedbergh (Cumbria). W 1994 zadeklarował uczestnictwo w działalności Towarzystwa Rozwoju i Upiększania Miasta Sanoka jako członek wspierający. Został członkiem honorowym Towarzystwa Przyjaciół Sanoka i Ziemi Sanockiej. Ostatnie lata życia spędził w domu opieki w Grange-over-Sands.
Był dwukrotnie żonaty: po raz pierwszy z Marią Lewandowską (1901–1945), poślubioną w Sanoku 24 kwietnia 1924, z którą miał syna Andrzeja, z drugą żoną Dorothy Mary Catterall (1905–1994), poślubioną w maju 1946, miał córkę Dorcas. Po śmierci Katarzyny Dydyńskiej (zm. 1947) został prawnym spadkobiercą modrzewiowego dworu w Strachocinie, gdzie w okresie II Rzeczypospolitej spędzał regularnie urlopy. Ponownie odwiedził to miejsce po nastaniu III Rzeczypospolitej, starając się jednocześnie o odzyskanie majątku. W Edynburgu zamieszkiwał przy Torphin Road. Podczas pobytu w tym mieście zmarł 2 czerwca 1978 jego brat, Stefan.
W lipcu 2005 skończył 111 lat. Zmarł 6 grudnia 2005.
Kuzynką Jerzego Pajączkowskiego-Dydyńskiego była Izabella Zielińska (1910–2017), polska stulatka.

## Ordery i odznaczenia
- Krzyż Oficerski Orderu Odrodzenia Polski (19 kwietnia 2001)[41][42][43]
- Krzyż Kawalerski Orderu Odrodzenia Polski
- Krzyż Walecznych (1920)
- Srebrny Krzyż Zasługi (16 marca 1928)[44]
- Medal Dziesięciolecia Odzyskanej Niepodległości
- Medal Pamiątkowy za Wojnę 1918–1921
- Krzyż Wojskowy Karola (Austro-Węgry, przed 1918)[11]